# Helmut Hanisch
Helmut Hanisch (* 13. April 1943 in Breslau; † 4. August 2016 in Machern) war ein deutscher Religionspädagoge und Autor.

## Leben

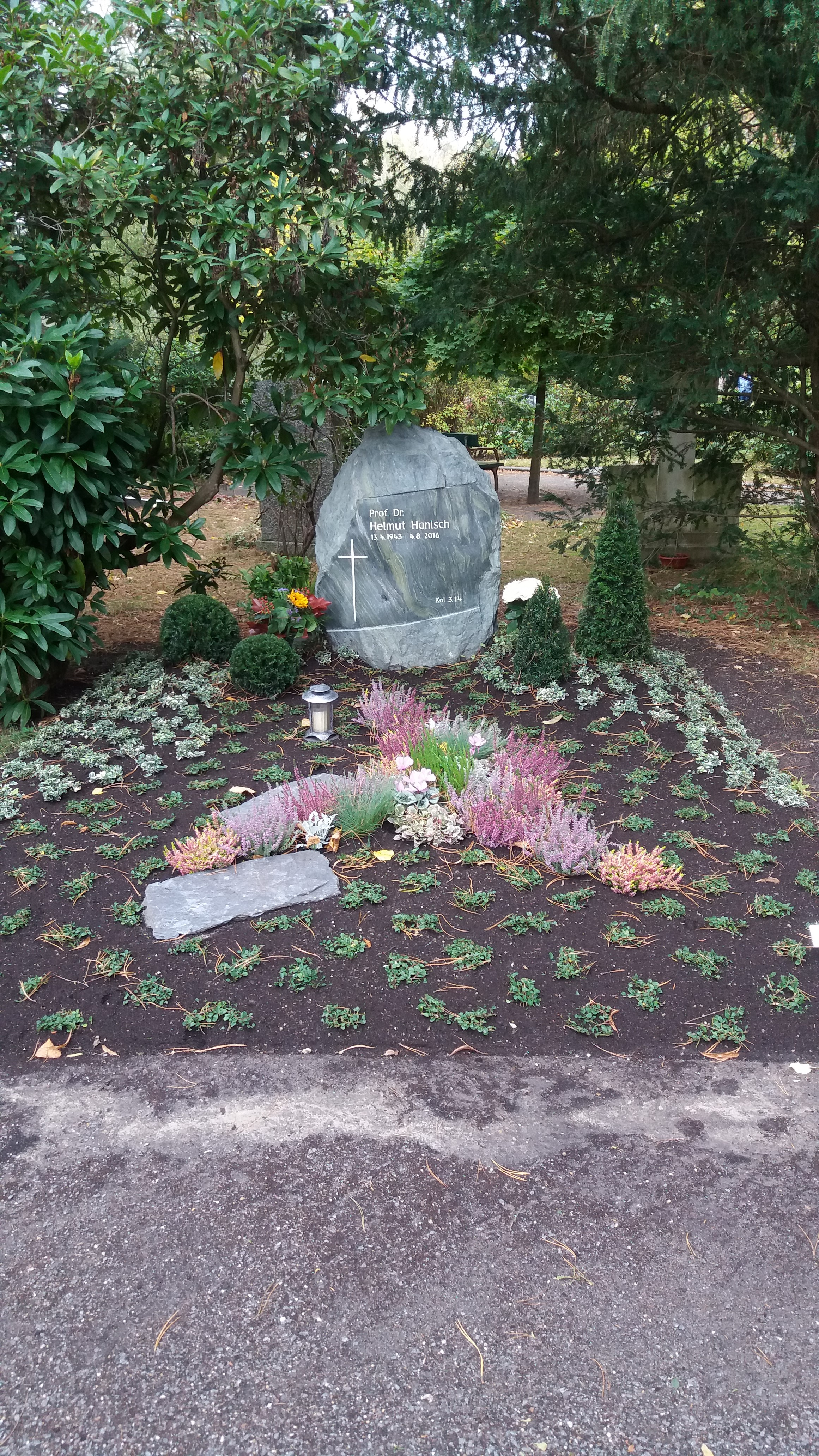
Grabstätte Helmut Hanisch

Hanisch studierte von 1960 bis 1964 Psychologie in Schöntal und Urach.
Zwischen 1964 und 1967 wechselte er zum Studium der Psychologie nach Tübingen.
Bis 1974 widmete er sich dem Studium der Philosophie, Pädagogik und Psychologie in Stuttgart. Seine Promotion zum Dr. phil. erfolgte 1974.
Von 1979 bis 1986 nahm er einen Lehrauftrag für Religionspädagogik an der Technischen Hochschule Stuttgart wahr und von 1992 bis 2008 lehrte Helmut Hanisch als Professor für Religionspädagogik an der Theologischen Fakultät der Universität Leipzig.
Seine Grabstätte befindet sich auf dem Südfriedhof (Leipzig), Universitätsrabatte.

## Auszeichnungen
- 2002: Theodor-Litt-Preis[3]

## Veröffentlichungen
- Religion – ein neues Schulfach, Calwer Verlag, Stuttgart 1997, ISBN 3-7668-3518-1
- Religiöse Erziehung im Vorschulalter, Calwer Verlag, Stuttgart 2000, ISBN 3-7668-3683-8
- Religionsunterricht im Freistaat Sachsen, Evang. Verl.-Anstalt, Leipzig 2012, ISBN 978-3-374-02997-6
- Unterwegs, Senfkorn Verlag, Görlitz 2015, ISBN 978-3-935330-36-7
- Einer von Fünfhundert, edition winterwork, Borsdorf 2016, ISBN 978-3-96014-094-8